# Monestier-Merlines
Monestier-Merlines (Monestièr e Merlinas auf Okzitanisch) ist eine französische Gemeinde mit 292 Einwohnern (Stand 1. Januar 2022) im Département Corrèze in der Region Nouvelle-Aquitaine.

## Geografie
Die Gemeinde liegt im Zentralmassiv, auf dem Plateau de Millevaches und somit auch im Regionalen Naturpark Millevaches en Limousin, am rechten Ufer des Chavanon, direkt an der Grenze zum Département Puy-de-Dôme.
Tulle, die Präfektur des Départements, liegt ungefähr 90 Kilometer südwestlich, Ussel etwa 20 Kilometer südwestlich und Clermont-Ferrand rund 60 Kilometer nordöstlich.
Nachbargemeinden von Monestier-Merlines sind Feyt im Norden, Bourg-Lastic im Osten, Messeix im Süden, Merlines im Südwesten sowie Eygrande im Nordwesten.

### Verkehr
Der Ort liegt ungefähr 14 Kilometer nordöstlich der Abfahrt 24 der Autoroute A89.

## Wappen
Beschreibung: In Silber ein goldgekrönter schwarzer, rotbewehrter und -gezungter Löwe.

## Bevölkerungsentwicklung
| Jahr      | 1962 | 1968 | 1975 | 1982 | 1990 | 1999 | 2007 | 2016 |
| Einwohner | 879  | 887  | 830  | 693  | 515  | 342  | 314  | 313  |

## Sehenswürdigkeiten
- Das alte Franziskaner-Kloster aus dem 12. und 15. Jahrhundert mit großem Klostergarten, im 19. Jahrhundert in eine psychiatrische Klinik umgebaut, ist als Monument historique klassifiziert[2][3].